# Energia do vácuo
A energia do vácuo ou energia do vazio é uma energia de fundo existente no espaço inclusive na ausência de todo tipo de matéria. A energia do vácuo tem uma origem puramente quântica e é responsável por efeitos físicos observáveis como o efeito Casimir. Assim mesmo a energia do vácuo permite a evaporação de um buraco negro através da radiação Hawking.
A energia do vácuo teria também importantes consequências cosmológicas estando relacionado com o período inicial de expansão inflacionária e com a aparente aceleração atual da expansão do Universo. Alguns astrofísicos pensam que a energia do vácuo poderia ser responsável pela energia escura do universo (popularizada no termo quintessência) associada com a constante cosmológica da relatividade geral. Esta energia escura desempenharia um papel similar ao de uma força de gravidade repulsiva contribuindo com a expansão do Universo.

## História
Em 1934 Georges Lemaître utilizou uma equação análoga a uma equação de estado de um gás ideal para interpretar a constante cosmológica em termos de densidade de energia do vácuo. Em 1973, Edward Tryon propôs que o universo poderia ser uma flutuação quântica do vácuo em que a flutuação positiva estaria representada pela massa e energia e a flutuação negativa pela energia potencial gravitacional global do universo. Durante os anos 80 se realizaram numerosos intentos de relacionar a energia do vácuo com alguma teoria de grande unificação que poderia ser confirmada pelas observações astrofísicas. Até agora estes esforços tem fracassado.

## Notícias
- «Cientistas querem construir nanomáquinas alimentadas por "energia do nada" de www.inovacaotecnologica.com.br»